# Чабер садовий
{{#ifeq:0|0|{{#if:|{{#if:Saturejahortensis|[[]}}|}}}}
Чабе́р садови́й, або чабе́р горо́дній, або чабе́р запашни́й (Satureja hortensis) — однорічна рослина родини глухокропивових. 

## Опис
Стебла прямостоячі, 15–35 см, в екземплярів, що перезимували, до 60 см заввишки, галузисті, запушені короткими, але багатоклітинними, вниз відігнутими волосками, при основі часто здерев'янілі. Листки супротивні, майже сидячі, лінійно-ланцетні, клиноподібно звужені до основи, цілокраї, здебільшого тупі, з обох боків або лише зісподу розсіянокоротковолосисті, крапчастозалозисті. Квітки двостатеві, неправильні, утворюють 3–5-квіткові пазушні несправжні кільця, верхні з яких зближені на кінці стебла та гілок; чашечка дзвоникоподібна, зовні розсіяноволосиста, зелена або лілувата, з 10 жилками і 5 ланцетними загостреними зубцями, що майже дорівнюють трубочці; віночок світло-ліловий, рожевий або білий, зовні розсіянокоротковолосистий, двогубий, з плоскою, виїмчастою верхньою губою і трилопатевою нижньою, середня лопать якої виїмчаста. Цвіте із липня до пізньої осені, бджоли збирають нектар. Плід складається з чотирьох однонасінних горішкоподібних часток. Цвіте у липні й серпні.

## Поширення
Батьківщина чабру садового — Середземномор'я. В Україні культивується як ефіроолійна, пряносмакова та декоративна рослина.

## Практичне використання

### У харчуванні
Під час цвітіння трава і корені мають сильний приємний ароматичний запах. Смак дещо гоструватий, пряний - у сухої трави виразніший, ніж у свіжої. У країнах Європи культивують нарівні з кропом. Слугує приправою для страв з кабачків, огірків, помідорів, квасолі, гороху тощо. Використовується під час соління овочів.

### У медицині
Ефірна олія чабру має бактерицидні й гіпотензивні властивості. У народній медицині чабер використовують як засіб, що має в'яжучі, бактерицидні, спазмолітичні, слабкі сечогінні, потогінні, протигнильні й глистогінні властивості. Великі дози чабру діють абортивно. Особливо ефективним є застосування чабру при проносах, катарах шлунково-кишкового тракту, розладах травлення, Практичне використання при блюванні та глистяній інвазії. Зовнішньо чабер використовують при дерматитах від укусів комах (місця укусів змащують свіжим соком).

### Заготівля
Заготовляють в період цвітіння рослини, зрізуючи всю надземну частину на висоті 10–12 см від поверхні ґрунту. Сушать сировину в чистих, добре провітрюваних приміщеннях або під укриттям на відкритому повітрі. Сухої трави виходить 16–17 %. Готову сировину зберігають у добре закритих банках або бляшанках. Рослина неофіцинальна.